# Roger Grimau
Roger Grimau Gragera (Barcellona, 14 luglio 1978) è un ex cestista e allenatore di pallacanestro spagnolo che giocava come guardia tiratrice. È il fratello di Jordi e Sergi Grimau, a loro volta cestista.

## Carriera
Alto 196 cm per 95 kg, dal 1996 al 1999 ha militato nel Joventut Badalona, mentre tra il 1999 e il 2003 ha vestito la divisa del Lleida.
È al Barcellona dal 2003, e con i blaugrana ha vinto un titolo della Liga ACB, una supercoppa spagnola e una Coppa del Re.
Con la Nazionale spagnola ha conquistato la medaglia d'argento all'EuroBasket 2003 e l'oro ai Giochi del Mediterraneo 2001.

## Palmarès

### Giocatore
- Campionato spagnolo: 3

Barcellona: 2003-04, 2008-09, 2010-11
- Copa del Rey: 3

Barcellona: 2007, 2010, 2011
- Supercoppa spagnola: 3

Barcellona: 2004, 2009, 2010
- Liga catalana: 4

Joventut Badalona: 1998
Lleida: 2002
Barcellona: 2004, 2010
- Eurolega: 1

Barcellona: 2009-10

### Allenatore
- Liga catalana: 1

Barcellona: 2023